# Hydrovatus duponti
Hydrovatus duponti är en skalbaggsart som beskrevs av Régimbart 1895. Hydrovatus duponti ingår i släktet Hydrovatus och familjen dykare. Inga underarter finns listade i Catalogue of Life.